# Prokles
Prokles nebo Proklés (starořecky Προκλῆς–Prokles, jiný přepis: Proklés) byl prvním králem Sparty (možná mytickým) královské linie Eurypontovců. Vládl pravděpodobně v desátém století před n. l. Jeho spolukrálem a zakladatelem královského rodu Agiovců byl bratr Eurysthenes.
Před posledním útokem Dórů (předků Sparťanů) vedených Héraklovými potomky, bratry Kresfontem a Temenem, proti poslednímu vládci na mykénském Peloponésu králi Argolidu Tisamenovi, jejich bratra Aristodéma (dle Apollodora) zabil blesk. Boj skončil vítězstvím Dórů a vítězové si pak krajinu rozdělili losem. Temenovi připadl Argolis, Kresfontés dostal Messénii a jelikož Aristodémos byl mrtvý, Lakónie se svým královským sídlem ve Spartě měla být přidělena staršímu z jeho synů (dvojčat). Zde však nastal problém, Sparťané neuměli určit, které z dvojčat je starší.
Historik Herodotos uvádí příběh, který vypráví, jak se Sparťané s tímto problémem vypořádali a jak Sparta dospěla k dvojkrálí. Hérodotos píše, že Argeia, manželka nebohého Aristodéma, nechtěla prozradit, které z dětí je starší, proto Sparťané hledali pomoc u věštkyně v Delfách. Pýthie jim poradila, aby se králi staly obě děti, ale starší ať užívá větší cti. O tom jak zjistit, které dítě je starší, dostali radu od Messéniana zvaného Panites, který jim navrhl, aby matku pozorovali, které dítě myje a krmí jako první, že to by mělo být starší. Sparťané při pozorování zjistili, že jedno z dětí opravdu matka upřednostňuje. Toto dítě dostalo jméno Eurysthenes a mladší nazvali jménem Prokles. Rada věštkyně, aby starší dítě užívalo větší cti u Sparťanů, bylo v budoucnu jedním ze zdrojů nevraživosti mezi bratry.
Řecký cestovatel a zeměpisec Pausaniás zaznamenal, že se nezletilým dětem v dětství stal regentem jejich strýc Theras. Texty Pausania a také Hérodota tvrdí, že ačkoli byly Eurysthenes a Prokles bratry, jejich nepřátelství už od dětství dosáhlo velkých rozměrů. Neuměli se v ničem shodnout, ale když, jak napsal Pausanias, dosáhli dospělosti a jejich opatrovník Theras mínil založit kolonii na ostrově Kalliste a tam vládnout, projevujíc tak náklonnost k němu ho ve shodě podpořili. Ostrov Kalliste později nazvali Théra podle jména jejich opatrovníka, který tam vládl.
Podle novověkých historiků jak již naznačují i texty Hérodota a Pausania, Sparta pravděpodobně v době svých prvních králů zažila období bezpráví a občanských nepokojů až do uskutečnění série politických a sociálních reforem ve společnosti, které se později připisovaly legendárnímu zákonodárci Lykúrgovi. Tyto reformy představují začátek klasické Sparty.
Zmínka o bratrech je i v antické knize O věštění, kde její autor Cicero říká, že mezi dvojčaty, i když jsou si podobná vzhledem, je rozdíl v kariéře a ve štěstí. Jako příklad uvádí královská dvojčata Sparty Eurysthena a Prokla. Proklesovi činy, jak napsal, i když žil o rok méně než Eurysthenes, byly mnohem slavnější. Další zajímavou informaci nám podává opět Pausanias, který během své návštěvy Řecka pobyl určitý čas i v Lakónii, kde ještě v druhém století, jak tvrdí, viděl hroby, vedle jiných významných lidí, i manželek bratrů Eurysthena a Proklese. Napsal, že také byly dvojčaty a volali se Lathria (manželka Proklese) a Anaxandra.
Protože je mnoho starověkých zdrojů nespolehlivých, nástupce Proklese je těžké jednoznačně určit. U králů královského rodu Agiovců je shoda, ale hlavně u starších králů rodu Eurypontovců je značný nesoulad v seznamech antických historiků. Pausanius jako nástupce Proklese označil Sóose, který podle něj byl synem Proklese a otcem Eurypóna. Plutarchos Sóose uvádí jako krále Sparty, ale Hérodotos, historik z pátého století před n. l., jak nástupce uvádí Eurypona a Sóose vůbec nezmiňuje, proto je nástupnictví Sóose sporné. Vytvořit spolehlivý seznam je pro nedostatek věrohodných historických zpráv nemožné. Nepodařilo se to vyřešit ani odborníkům zabývajících se touto problematikou, mezi nimiž byli i uznávání historici jako např. prominentní historik A. Jones a profesor W. Forrest.